# الغواصة الألمانية يو-79 (1941)
غواصة يو-79  غواصة يو ألمانية من الفئة السابعة بي بنيت لسلاح بحرية ألمانيا النازية كريغسمارينه، في أحواض بناء السفن بريمر فولكان خلال الحرب العالمية الثانية.